# Versicherungslastregelung
Versicherungslastregelungen sind im Bereich der gesetzlichen Rentenversicherung völkerrechtliche Verträge, die die Versicherungslast bei Personen, deren Rentenversicherungszugehörigkeit infolge staatsrechtlicher Entwicklungen zwischen mehreren Staaten wechselt, je nach Staatsangehörigkeit oder Aufenthalt des Versicherten unter den vertragsschließenden Staaten verteilen. Damit soll der Versicherungsverlauf dieser Personen auf ein Land beschränkt werden.
Es gibt Versicherungslastregelungen, die
- die Übernahme von Versicherungszeiten eines anderen Staates in die deutsche Last vorschreiben, oder
- die Übernahme deutscher Zeiten in die Last eines ausländischen Staates zur Folge haben.

Versicherungslastregelungen existieren zwischen Deutschland und Belgien, Dänemark, Frankreich, Italien, (ehemaliges) Jugoslawien, Griechenland, Luxemburg, Niederlande, Österreich